# アンドレアス・トーム
アンドレアス・トーム（Andreas Thom, 1965年9月7日 - ）は、ドイツ（東ドイツ）出身のサッカー選手、サッカー指導者である。

## クラブ経歴
BFCディナモにて1983-84シーズンから1987-88シーズンにかけてDDRオーバーリーガを5連覇し、1988年と1989年にFDGBポカールで優勝した。1988年には得点王と東ドイツ年間最優秀選手賞を受賞した。
1990年に移籍金250万ドイツマルクでバイヤー・レヴァークーゼンに移籍した。レヴァークーゼンではブンデスリーガ161試合出場36得点、ヘルタBSCではブンデスリーガ51試合5得点、1995年から1997年にかけてはスコットランドのセルティックに当時のクラブ記録だった220万ポンドの移籍金で移籍した
。

## 代表経歴
1984年から1990年まで東ドイツ代表として51試合に出場し、16得点を挙げた。東西ドイツ統一後はドイツ代表で10試合2得点を記録した。ドイツが準優勝したUEFA EURO '92では決勝戦のみに出場した。

## タイトル

### クラブ
BFCディナモ
- DDRオーバーリーガ : 1984, 1985, 1986, 1987, 1988
- FDGBポカール : 1988, 1989

バイエル・レヴァークーゼン
- DFBポカール : 1993

セルティックFC
- スコティッシュ・プレミアリーグ : 1997-98

### 代表
ドイツ代表
- UEFA欧州選手権 : 準優勝 1992